# Březina (Vlastějovice)
Březina (německy Bschesina) je malá vesnice, část obce Vlastějovice v okrese Kutná Hora. Nachází se asi 1,5 kilometru jihozápadně od Vlastějovic. Vesnicí protéká Sázava. Březina leží v katastrálním území Březina nad Sázavou o rozloze 0,84 km².

## Historie
První písemná zmínka o Březině pochází z roku 1305, kdy vesnice byla součástí křivsoudovského panství, které tehdy Reiner z Florencie prodal sedleckému opatovi Heidenrichovi.

## Fotogalerie

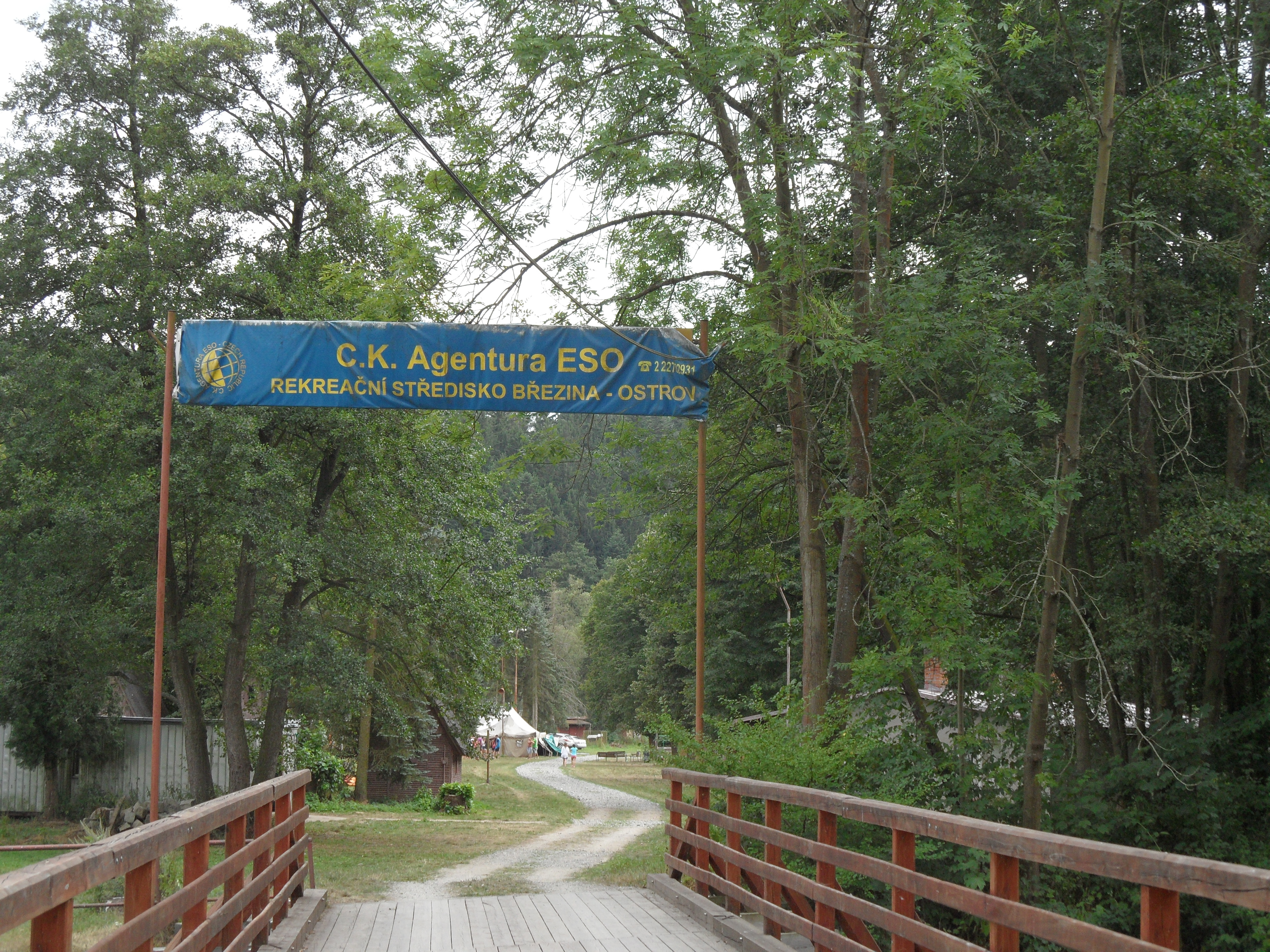
Rekreační středisko Březina – Ostrov
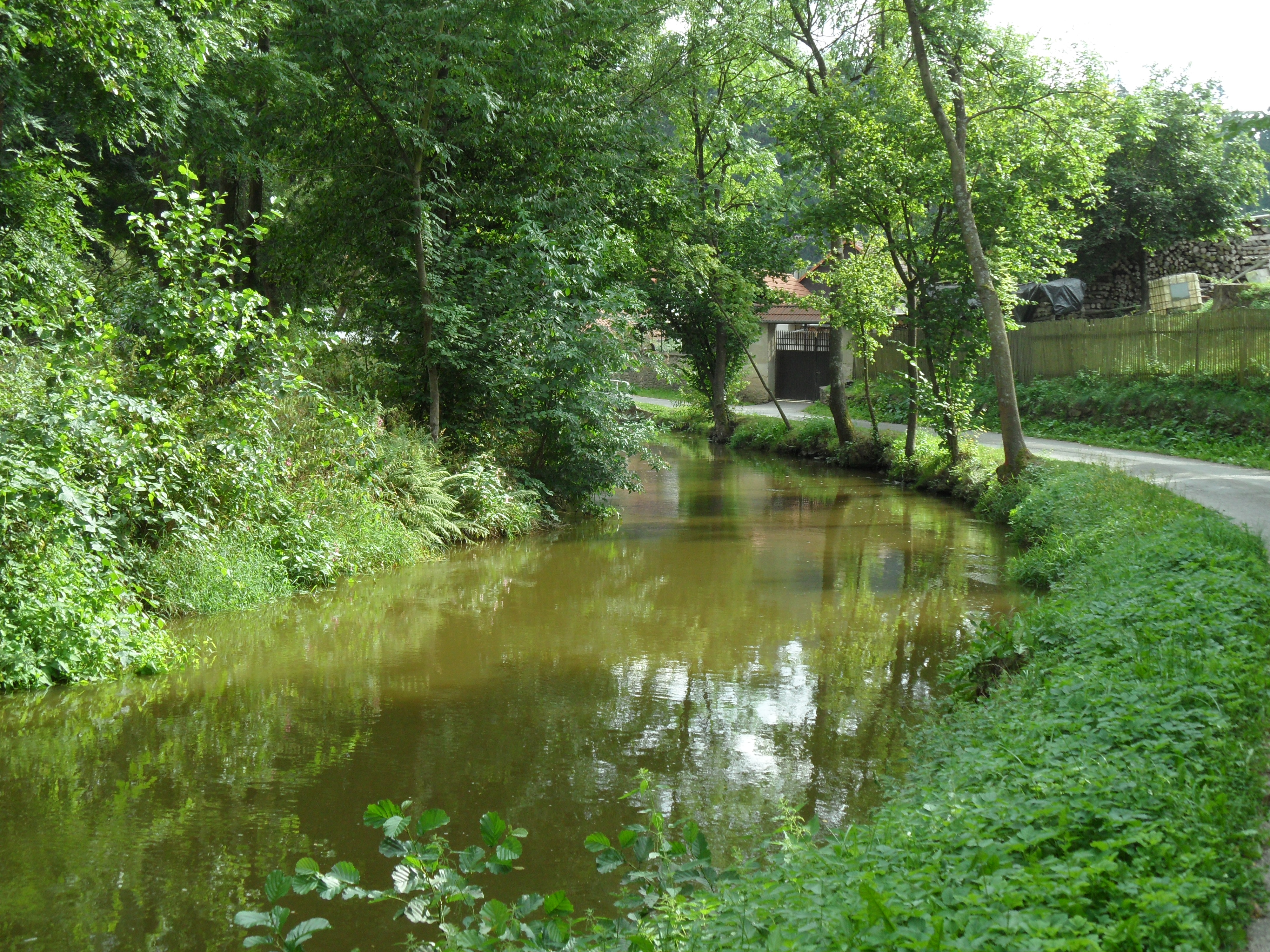
Náhon k bývalém mlýnu
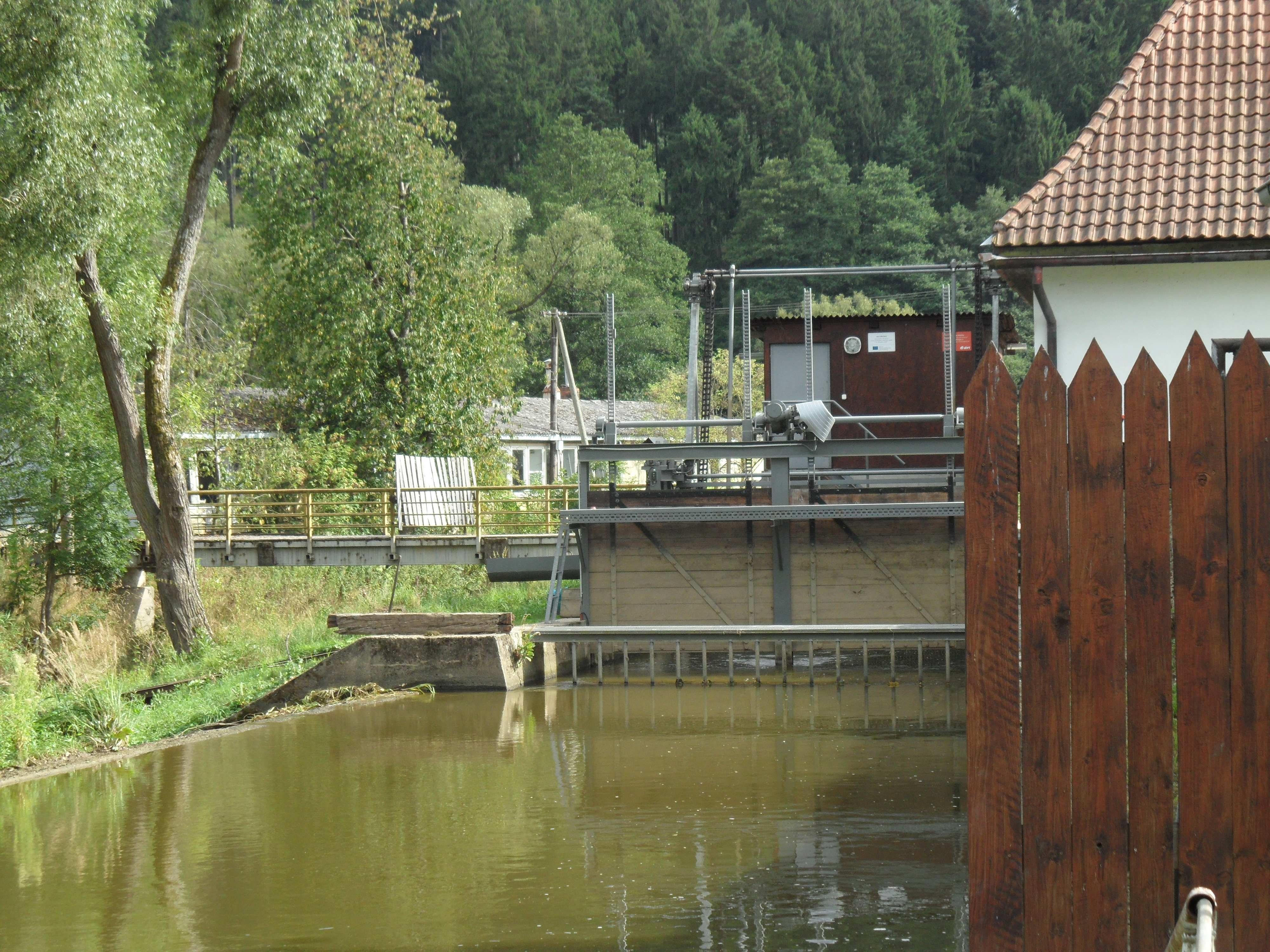
Zařízení náhonu k bývalému mlýnu
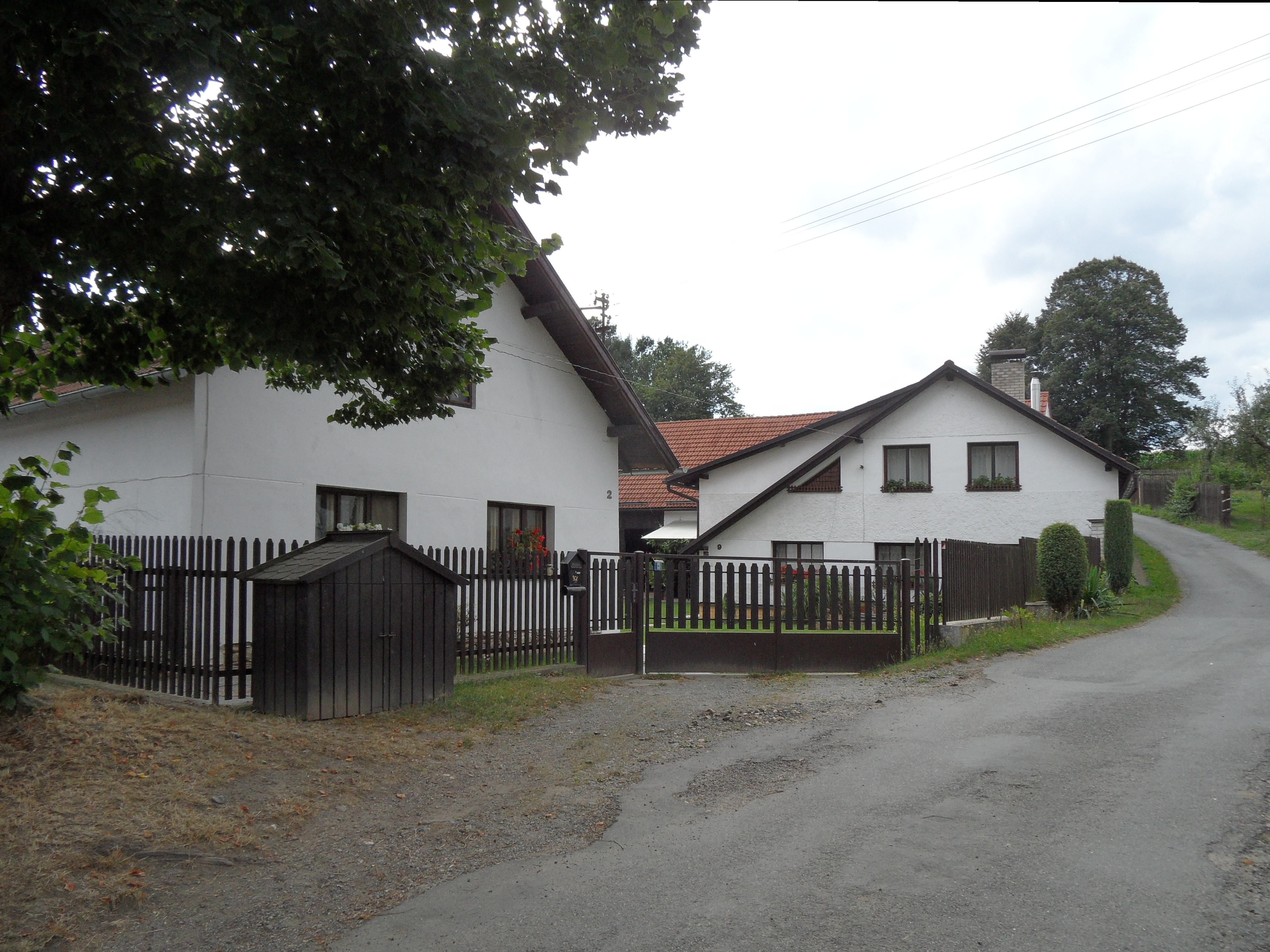
Domy u silnice